# Cateter vascular

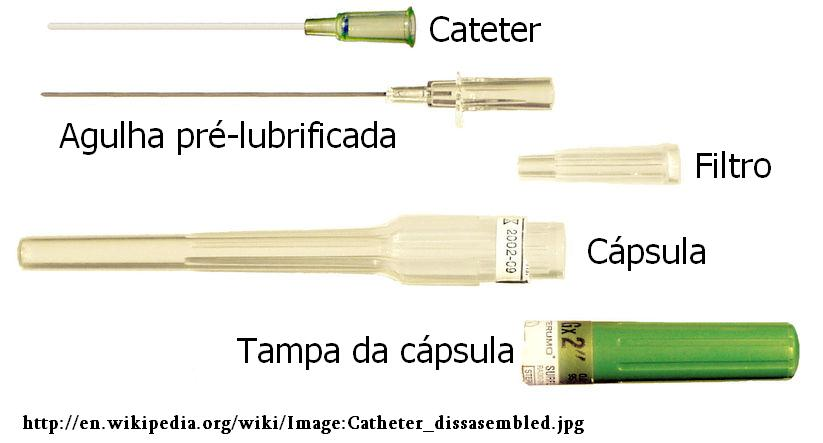
Cateter vascular desmontado

Um cateter vascular é um tubo (cateter [katɛ'tɛɾ]) inserido em um ducto ou vaso sanguíneo.

## Indicações
Os cateteres venosos e arteriais são indicados em pacientes que necessitem da:
- Administração de medicamentos e soluções;
- Monitorização hemodinâmica invasiva;
- Realização de exames (angiografia, angioplastia, septostomia com balão, estimulação cardíaca artificial temporária, etc);
- Hemodiálise;
- Hemofiltração (plasmaferese);

## Tipos de cateteres vasculares
- Cateter venoso periférico;
- Cateter venoso central;
- Cateter venoso central de inserção periférica;
- Cateter venoso de linha média;
- Cateter arterial.

## Cateter Venoso Central
- Cateteres venosos centrais são cateteres cuja ponta se localiza numa veia de grosso calibre. A inserção do cateter pode ser por punção de veia jugular, subclávia, axilar ou femural. Também podem ser puncionada por uma veia braquial, e instalado um "cateter central de inserção periférica".

Estes cateteres podem ser classificados quanto:
- ao tempo de uso(curta permanência, longa permanência);
- tipo de material usado (silicone, poliuretano,etc);
- tipo de implantação (não tunelizado, percutâneo, tunelizado);
- pela presença ou não de válvulas ;
- pelo número de lúmens e vias.

## Indicações quanto ao cateter venoso central
O cateter venoso central é destinado ao acesso venoso central e as indicações deverão ser precisas e levando-se em conta sempre a necessidade da veia central em detrimento da veia periférica.
- Verificação da pressão venosa central;
- Administração de medicamentos irritantes ou vesicantes;
- Administração de soluções com hiperosmolaridade (nutrição parenteral);
- Administração de drogas vasoativas;
- Dificuldade de acesso periférico.

## Contra indicações
- Infecção da pele ou tecido subcutâneo no local ou próximo do local proposto para a punção;
- Alterações anatômicas estruturais, tumorais, aneurismáticas, trombose venosa profunda aparente ou confirmada, que possam tornar o procedimento impossível ou perigoso;
- Alterações na coagulabilidade sangüínea devido a medicações ou patologias.

## Local de punção
A escolha do local de punção deve preferir e levar em conta o local de menor complicação da punção, sendo observada a integridade da pele e do tecido celular subcutâneo.
- Confluência jugular-subclávia direita;
- Confluência jugular-subclávia esquerda;
- Veia jugular interna direita;
- Veia jugular interna esquerda;
- Veia subclávia direita;
- Veia subclávia esquerda.

Temos como opção:
- Veia jugular externa (direita e esquerda);
- Veias femorais (direita e esquerda).

## Instalação
O cateter venoso central deve ser implantado por médico(a) treinado na punção e inserção e localização, devendo ser responsável por eventuais complicações, e estar capacitado para tratá-las em tempo hábil. O cateter de inserção periférica também pode ser instalado por enfermeiro(a) treinado.
Na punção da veia subclávia ou da veia jugular interna, a extremidade do cateter deverá ser posicionada no terço distal da veia cava superior.

## Fixação

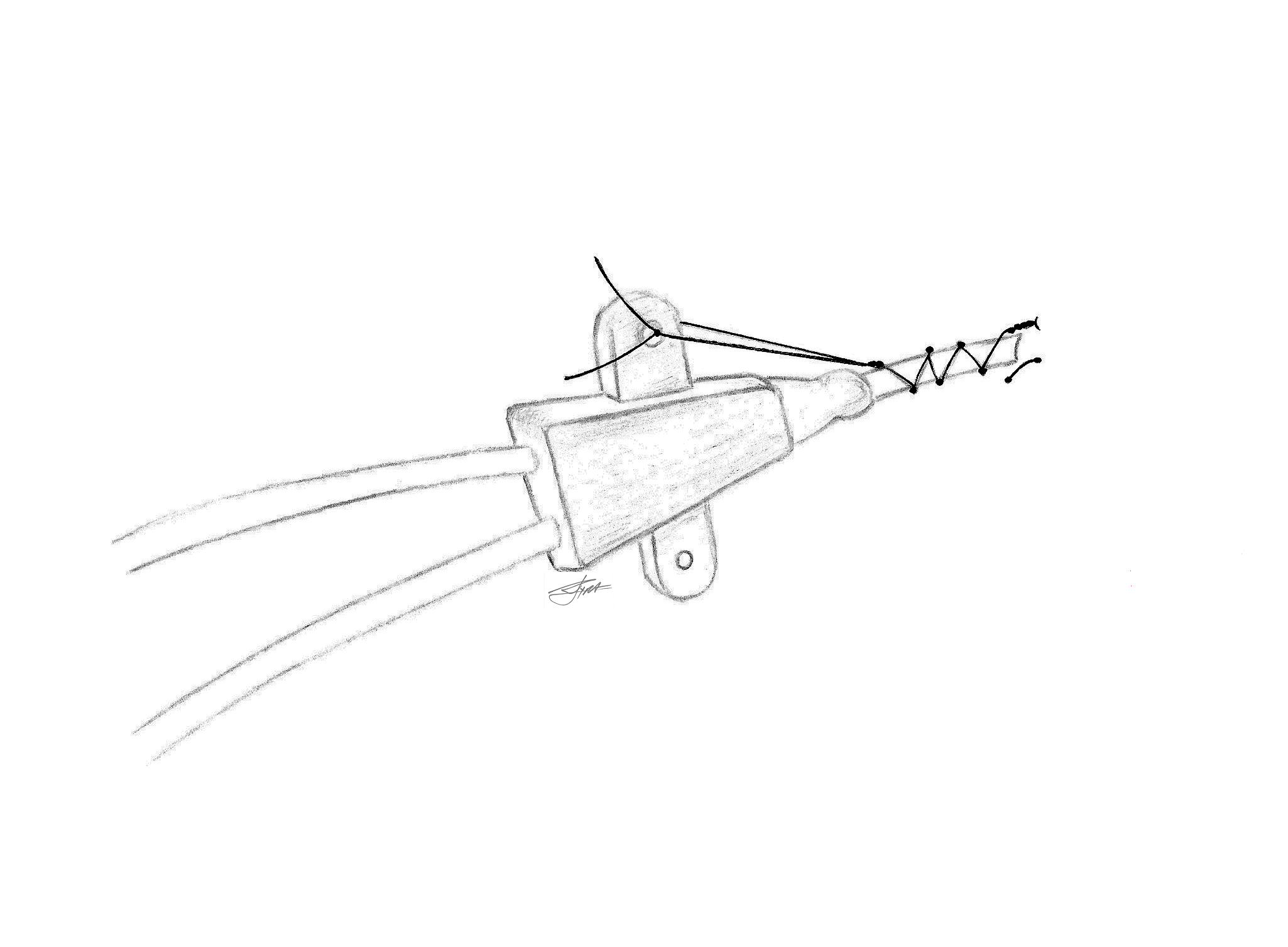
Técnica para fixação do cateter na pele.

O ponto cirúrgico empregado para fixação do CVC com fio de sutura mononylon 3-0 inicia-se com um ponto em “U” na pele com suave aperto de modo a não isquemiar a pele. Seguidos de 4 nós simples.
Segue-se uma série de pontos trançados em torno do cateter, popularmente denominados de “pontos em bailarina”. Muito cuidado de modo a não estrangular os lumens do cateter.
Finaliza-se com um ponto em alça através da aba de fixação do cateter que terá a função de evitar o arranchamento do cateter por tração acidental.
O objetivo desta fixação é o de possibilitar a máxima limpeza da ferida do orifício de entrada na pele, porque o cateter pode ser completamente manuseado por não ter um segundo ponto e fixação na pele.

## Exame radiográfico
O posicionamento do cateter venoso central, tanto do seu trajeto quanto da sua extremidade distal, podem ser analisados com uma radiografia simples de tórax.
Excepcionalmente, para maior definição radiográfica, o uso de contraste radiopaco pode ser usado. Entretanto, hoje em dia, a maioria dos cateteres é suficientemente radiopaca.
O exame radiográfico possibilita o diagnóstico de eventuais complicações decorrente de lesões no processo de punção venosa profunda.

## Manipulação do cateter venoso central
A manutenção e a manipulação da(s) via(s) do cateter venoso central serão acompanhadas pela equipe de enfermagem, e as trocas de curativos e eventuais complicações detectadas serão comunicadas ao médico responsável.
Durante o procedimento de manipulação do cateter venoso central de múltiplas vias deve-se usar técnica asséptica, o que implica o emprego de capote,luvas,máscara cirúrgica e touca.Pacotes de gaze estéril, álcool à 70% ou clorexidina alcóolica. Para o fechamento do curativo usa-se preferencialmente material transparente quando este for o segundo curativo pós punção. Quando for o primeiro curativo, usa-se gaze e esparadrapo anti-alérgico ou o impermeável para maior visualização de sangramento no ósteo da punção.A via deverá ser pinçada durante a troca para se evitar extravasamento de sangue ou a aspiração do ar, evitando-se desta forma a embolia aéreas.

## Tempo de permanência do cateter venoso central
O tempo de permanência do cateter venoso central é variável e deverá levar em consideração a necessidade de infusão por veia central. Com cuidados rigorosos, a permanência pode ser de 30 dias, o que implica o aumento da frequência das complicações tardias.
Portanto, o cateter venoso central deverá ser retirado assim que terminar sua indicação médica.
Alguns cateteres semi-implantáveis ou implantáveis tipo portocath ou permcath podem ter seu tempo de permanência muito longo (meses ou anos) dependendo dos cuidados com seu manuseio.

## Complicações tardias do procedimento
O uso prolongado do cateter venoso central aumenta a probabilidade de eventuais complicações inerentes:
- Infecção de pele;
- Obstrução do cateter;
- Ruptura parcial ou total do cateter;
- Ruptura dos pontos cirúrgicos de fixação;
- Infecção do próprio cateter;
- Endotelite bacteriana ou endocardite bacteriana;
- Septicemia;
- lesões de câmara cardíaca, etc.

## Graves complicações do procedimento
- Pneumotórax traumático;
- Hemotórax traumático;
- Hidrotórax;
- Hematoma local;
- Lesão venosa;
- Quilotórax traumático, etc.

## Retirada do cateter venoso central
Alguns cuidados devem ser observados na retirada do cateter venoso central, devendo ser de responsabilidade médica ou do enfermeiro(a):
- O paciente deve estar posicionado em decúbito dorsal;
- Retirar cuidadosamente o curativo;
- Realizar a anti-sepsia;
- Cortar soltando as fixações dos pontos cirúrgicos;
- As via(s) de infusão deverão estar totalmente pinçadas;
- Retirar o cateter venoso central;
- O orifício da inserção do cateter venoso central deve ser rapidamente fechado, com curativo oclusivo para evitar sangramento local.